# Saponiner
Saponiner (latinsk "sapon", sæbe + "-in", en af), også omtalt som triterpenglycosider, er almindeligvis giftige, plante-afledte organiske kemikalier. De smager bittert og har en skummende kvalitet, når de omrøres i vand. Saponiner er vidt udbredt som sekundære metabolitter i planter, og findes især i planten sæbeurt (slægten Saponaria), sæbebarktræet (Quillaja saponaria) og sojabønne ( Glycin max L.). De bruges i sæber, medicin, ildslukkere, især som kosttilskud, til syntese af steroider og i kulsyreholdige drikkevarer. Saponiner er både vand- og fedtopløselige, hvilket giver dem deres nyttige sæbeegenskaber. Nogle eksempler på disse kemikalier er glycyrrhizin (lakrids smag) og quillaia (alt. quillaja), et barkekstrakt, der bruges i drikkevarer.

## Anvendelse
Saponinerne er en underklasse af terpenoider, som er den største klasse af planteekstrakter. Den amfipatiske natur af saponiner giver dem aktivitet som surfaktanter med potentiel evne til at interagere med komponenter i cellemembranen, såsom kolesterol og phospholipider. Denne egenskab kan gøre saponiner nyttige til udvikling af kosmetik og lægemidler. Saponiner er også blevet brugt som adjuvanser i udviklingen af vacciner , Et eksempel på dette er QuilA, et ekstrakt fra barken af Quillaja saponaria. Dette gør dem af interesse for mulig brug i subunit vacciner og vacciner rettet mod intracellulære patogener. I deres brug som adjuvanser til fremstilling af vacciner er toksicitet forbundet med sterol kompleksdannelse fortsat en bekymring .
Mens saponiner promoveres kommercielt som kosttilskud og bruges i traditionel medicin, er der ingen medicinsk evidens for, at de har nogen gavnlig effekt på menneskers sundhed. Quillaja er giftig, når den indtages i store mængder, hvilket kan lede til leverskade, mavesmerter, diarré eller andre bivirkninger.

## Biologiske kilder
Saponiner har historisk set været udvundet fra planter, men de er også blevet udvundet fra marine organismer såsom søpølser.
Navnet stammer fra fra sæbeurt (slægten Saponaria, familie Caryophyllaceae), hvis rod historisk er blevet brugt som sæbe. Saponiner findes også i plantefamilien Sapindaceae, herunder dens definerende slægt Sapindus (sæbebær eller sæbenød) samt i slægten hestekastanje. Derudover findes saponiner også i høj grad i Gynostemma pentaphyllum (Cucurbitaceae) i en form kaldet gypenosider, og ginseng (Panax, Araliaceae)  i en form kaldet ginsenosider. Nerie (Apocynaceae), er en kilde til det potente hjertetoksin oleandrin. Inden for disse familier findes denne klasse af kemiske forbindelser i forskellige dele af planten: blade, stængler, rødder, løg, blomster og frugt.